# La modelo
«La modelo» es una canción interpretada por el cantante puertorriqueño Ozuna y la rapera estadounidense Cardi B. Fue lanzado el 22 de diciembre de 2017, mientras que su video musical se estrenó días antes. Y es el primer sencillo promocional del álbum Aura de Ozuna.

## Descripción del tema
La canción consta de un ritmo de dancehall con un "alma de Reguetón". La canción trata sobre un hombre que le dice piropos a una supermodelo. Ozuna describió la canción como "dancehall jamaiquino, traído al club". Cardi B canta en español e inglés.

## Video musical
Dirigido por Nuno Gomes y filmado en Jamaica, el video musical fue lanzado el 19 de diciembre de 2017 en el canal de YouTube de Ozuna.

## Recepción comercial
En Pitchfork, Matthew Ismael Ruiz opinó que "la versatilidad de Cardi está a la vista ... El tierno [Ozuna] suaviza la voz de Cardi, y logran captar el burbujeante vértigo del amor fresco con una arrogancia informal. en inglés son simplemente útiles, pero suena como en casa canturreando en español junto a Ozuna ". Concluyó diciendo que "la canción destaca por qué Cardi es tan importante para hacer pop este año: su estética bilingüe, caribeña, representa una representación moderna de la latinidad , y demuestra su atractivo principal".

## Posicionamiento en listas
| Listas (2018)                         | Mejor posición |
| ------------------------------------- | -------------- |
| Canadá (Hot 100)                      | 84             |
| República Dominicana (Monitor Latino) | 1              |
| Honduras (Monitor Latino)             | 15             |
| Panamá (Monitor Latino)               | 7              |
| España (PROMUSICAE)                   | 50             |
| Estados Unidos (Billboard Hot 100)    | 52             |
| Estados Unidos (Hot Latin Songs)      | 3              |